# التفسير بالرأي
التفسير بالرأي (والمراد بالرأي: الاجتهاد) ويسمى تفسير بالدراية، أو تفسير بالمعقول هو تفسير القرآن بالاجتهاد بعد معرفة المفسّر لكلام العرب، ومعرفة الألفاظ العربية ووجوه دلالتها، ومعرفة أسباب النزول، والناسخ والمنسوخ من آيات القرآن، وغير ذلك من الأدوات التي يحتاج إليها المفسر. غير أن الاجتهاد يجب أن يكون مبنياً على العلم والفقه، ولذلك قال الإمام السيوطي: التفسير بالرأي هو الاجتهاد في تفسير القرآن الكريم، وفق قواعد وشروط أهمها: معرفة كلام العرب ومناحيهم في القول، ومعرفة الألفاظ العربية والوقوف على دلالتها ومقتضياتها. والعلم بأسباب النزول، والناسخ المنسوخ، والحديث والأصول والفقه، وأن يكون المفسر بعيداً عن الهوى ونزعة التعصب.
وقال الإمام بدر الدين الزركشي في كتابه البرهان في علوم القرآن ما ملخصه: للناظر في القرآن لطلب التفسير مآخذ كثيرة أمهاتها أربعة:
- الأول: النقل عن النبي - صلى الله عليه وسلم -، وهذا هو الطراز الأول، لكن يجب الحذر من الضعيف فيه والموضوع؛ فإنه كثير.
- الثاني: الأخذ بقول الصحابي، فإن تفسيره عندهم بمنزلة المرفوع إلى النبي محمد كما قاله الحاكم في تفسيره.
- الثالث: الأخذ بمطلق اللغة فإن القرآن نزل ﴿بِلِسَانٍ عَرَبِيٍّ مُبِينٍ ۝١٩٥﴾ [الشعراء:195] وقد ذكره جماعة، ونص عليه أحمد بن حنبل في مواضع، لكن نقل الفضل بن زياد عنه - وقد سئل عن القرآن - تمثل له رجل ببيت من الشعر، فقال: ما يعجبني. فقيل: ظاهره المنع، ولهذا قال بعضهم: في جواز تفسير القرآن بمقتضى اللغة روايتان عن أحمد، وقيل: الكراهة تحمل على من يصرف الآية عن ظاهرها إلى معان خارجة محتملة، يدل عليها القليل من كلام العرب، ولا يوجد غالبا إلا في الشعر ونحوه، ويكون المتبادر خلافها. وروى البيهقي في شعب الإيمان عن مالك بن أنس قال: لا أوتى برجل غير عالم بلغات العرب يفسر كتاب الله إلا جعلته نكالا.
- الرابع: التفسير بالمقتضى من معنى الكلام والمقتضب من قوة الشرع. وهذا هو الذي دعا به النبي محمد لابن عباس في قوله: اللهم فقهه في الدين وعلمه التأويل. وروى البخاري في كتاب الجهاد في صحيحه عن علي: هل خصكم رسول الله بشيء؟ فقال: ما عندنا غير ما في هذه الصحيفة، أو فهم يؤتاه الرجل. وعلى هذا قال بعض أهل الذوق: للقرآن نزول وتنزل، فالنزول قد مضى، والتنزل باق إلى قيام الساعة. ومن هاهنا اختلف الصحابة في معنى الآية فأخذ كل واحد برأيه على منتهى نظره في المقتضى.

والتفسير بالدراية يعني إعمال النظر العقلي واتباع طرق الاستدلال في بيان المعاني والأحكام المستمدة منها فيما لم يرِد دليلٌ قاطع عليه. وأصحاب هذا التفسير يستمدون حجتهم من قول الله تعالى: ﴿أَفَلَا يَتَدَبَّرُونَ الْقُرْآنَ أَمْ عَلَى قُلُوبٍ أَقْفَالُهَا ۝٢٤﴾ [محمد:24]، وكذله قوله: ﴿كِتَابٌ أَنْزَلْنَاهُ إِلَيْكَ مُبَارَكٌ لِيَدَّبَّرُوا آيَاتِهِ وَلِيَتَذَكَّرَ أُولُو الْأَلْبَابِ ۝٢٩﴾ [ص:29]. وشرط جواز هذا التفسير أن يكون محكوماً بضوابط اللغة والأدلة الشرعية المُحكمة.

## أنواعه وحكمه

### أنواعه
التفسير بالرأي منه الممدوح المقبول ومنه المذموم المردود، وهو على نوعين:
1. نوع قام على أصل لغوي ورد عند العرب، أو برهان عقلي وافق الشرع. وهو التفسير المبني على المعرفة الكافية بالعلوم اللغوية، والقواعد الشرعية، والأصولية: أصول الدين، وأصول الفقه، وعلم السنن والأحاديث، ولا يعارض نقلا صحيحا، ولا عقلا سليما، ولا علما يقينا ثابتا مستقرا، مع بذل غاية الوسع في البحث والاجتهاد والمبالغة في تحري الحق والصواب، وتجريد النفس من الهوى، والاستحسان بغير دليل، ومع مراقبة الله غاية المراقبة في كل ما يقول.[5]
2. ونوع لم يقم على أصل لغوي ولا برهان عقلي موافق للشرع، وإنما هو رأي مجرد لا شاهد له.

### حكمه
وأما حكم التفسير بالرأي، فما كان على المعنى الأول، وهو قيامه على أصل من أصول اللغة أو برهان عقلي موافق للشرع فجائز لا غبار عليه.
| التفسير بالرأي | المراد بالرأي هنا الاجتهاد فإن كان الاجتهاد موفقا أي مستندا إلى ما يجب الاستناد إليه بعيدا عن الجهالة والضلالة فالتفسير به محمود وإلا فمذموم والأمور التي يجب استناد الرأي إليها في التفسير نقلها السيوطي في الإتقان عن الزركشي فقال ما ملخصه للناظر في القرآن لطلب التفسير مآخذ كثيرة أمهاتها أربعة: - الأول: النقل عن رسول الله صلى الله عليه وسلم مع التحرز عن الضعيف والوضوع. - الثانية: الأخذ بقول الصحابي فقد قيل إنه في حكم المرفوع مطلقا وخصه بعضهم بأسباب النزول ونحوها مما لا مجال للرأي فيه. - الثالثة: الأخذ بمطلق اللغة مع الاحتراز عن صرف الآيات إلا ما لا يدل عليه الكثير من كلام العرب. - الرابعة: الأخذ بما يقتضيه الكلام ويدل عليه قانون الشرع وهذا النوع الرابع هو الذي دعا به النبي صلى الله عليه وسلم لابن عباس في قوله: "اللهم فقهه في الدين وعلمه التأويل". فالتفسير بالرأي الجائز يجب أن يلاحظ فيه الاعتماد على ما نقل عن الرسول صلى الله عليه وسلم وأصحابه مما ينير السبيل للمفسر برأيه وأن يكون صاحبه عارفا بقوانين اللغة خبيرا بأساليبها وأن يكون بصيرا بقانون الشريعة حتى ينزل كلام الله على المعروف من تشريعه. أما الأمور التي يجب البعد عنها في التفسير بالرأي فمن أهمها التهجم على تبيين مراد الله من كلامه على جهالة بقوانين اللغة أو الشريعة ومنها حمل كلام الله على المذاهب الفاسدة ومنها الخوض فيما استأثر الله بعلمه ومنها القطع بأن مراد الله كذا من غير دليل ومنها السير مع الهوى والاستحسان. ويمكن تلخيص هذه الأمور الخمسة في كلمتين هما الجهالة والضلالة. | التفسير بالرأي |

وأما ما كان على المعنى الثاني، وهو تفسير القرآن بمجرد الرأي والهوى الذي لا يقوم على أصل لغوي ولا برهان عقلي موافق للشرع، فغير جائز لقوله تعالى: ﴿وَلَا تَقْفُ مَا لَيْسَ لَكَ بِهِ عِلْمٌ﴾ [الإسراء:36]. وقوله: ﴿وَأَنْ تَقُولُوا عَلَى اللَّهِ مَا لَا تَعْلَمُونَ ۝١٦٩﴾ [البقرة:169].
ويستدل على جواز التفسير بالرأي المحمود بالوجوه التالية:
- إن الله تعالى قد أمر بتدبر القرآن فقال تعالى: ﴿كِتَابٌ أَنْزَلْنَاهُ إِلَيْكَ مُبَارَكٌ لِيَدَّبَّرُوا آيَاتِهِ وَلِيَتَذَكَّرَ أُولُو الْأَلْبَابِ ۝٢٩﴾ [ص:29]. ﴿أَفَلَا يَتَدَبَّرُونَ الْقُرْآنَ وَلَوْ كَانَ مِنْ عِنْدِ غَيْرِ اللَّهِ لَوَجَدُوا فِيهِ اخْتِلَافًا كَثِيرًا ۝٨٢ وَإِذَا جَاءَهُمْ أَمْرٌ مِنَ الْأَمْنِ أَوِ الْخَوْفِ أَذَاعُوا بِهِ وَلَوْ رَدُّوهُ إِلَى الرَّسُولِ وَإِلَى أُولِي الْأَمْرِ مِنْهُمْ لَعَلِمَهُ الَّذِينَ يَسْتَنْبِطُونَهُ مِنْهُمْ وَلَوْلَا فَضْلُ اللَّهِ عَلَيْكُمْ وَرَحْمَتُهُ لَاتَّبَعْتُمُ الشَّيْطَانَ إِلَّا قَلِيلًا ۝٨٣﴾ [النساء:82–83].
- دعاء الرسول لابن عباس رضي الله عنهما بقوله: «اللهم فقهه في الدين وعلمه التأويل».
- اختلاف الصحابة في تفسير آيات من القرآن مما لم يبين لهم الرسول، فلو كان النظر والاجتهاد محظورا في فهم القرآن، لكان الصحابة قد وقعوا في معصية الله تعالى!
- إن الناس قد درجوا على تفسير القرآن بالاجتهاد والنظر من أيام التدوين إلى أيامنا هذه، ولن تجتمع هذه الأمة على ضلالة بنص الحديث المشهور: «لا تجتمع أمتي على الضلالة».
- كثير من الصحابة كان يُفسِّر بعض آيات القرآن بالرأى والاجتهاد، مستعيناً على ذلك: بقوة الفهم وسعة الإدراك، وبمعرفة أوضاع اللغة وأسرارها، ومعرفة عادات العرب، وأحوال اليهود والنصارى في جزيرة العرب وقت نزول القرآن.[8]

قال السيوطي في الإتقان في علوم القرآن والزركشي في البرهان في علوم القرآن نقلاً عن أبو القاسم بن حبيب النيسابوري والبغوي والكواشي وغيرهم:
قالوا: وهذا غير محظور على العلماء بالتفسير، وقد رخص فيه أهل العلم، وذلك مثل قوله تعالى: ﴿وَلَا تُلْقُوا بِأَيْدِيكُمْ إِلَى التَّهْلُكَةِ﴾ [البقرة:195] قيل: هو الرجل يحمل في الحرب على مائة رجل، وقيل: هو الذي يقنط من رحمة الله، وقيل: الذي يمسك عن النفقة. وقيل: هو الذي ينفق الخبيث من ماله. وقيل: الذي يتصدق بماله كله، ثم يتكفف الناس؛ ولكل منه مخرج ومعنى.
ومثل قوله - تعالى - للمندوبين إلى الغزو، عند قيام النفير: ﴿انْفِرُوا خِفَافًا وَثِقَالًا﴾ [التوبة:41]. قيل شيوخا وشبابا وقيل أغنياء وفقراء، وقيل: عزابا ومتأهلين، وقيل: نشاطا وغير نشاط. وقيل: مرضى وأصحاء، وكلها سائغ جائز؛ والآية محمولة عليها، لأن الشباب والعزاب والنشاط والأصحاء خفاف، وضدهم ثقال.
ومثل قوله - تعالى -: ﴿وَيَمْنَعُونَ الْمَاعُونَ ۝٧﴾ [الماعون:7] قيل: الزكاة المفروضة، وقيل: العارية، أو الماء، أو النار، أو الكلأ، أو الرفد، أو المغرفة، وكلها صحيح؛ لأن مانع الكل آثم.
وكقوله - تعالى -: ﴿وَمِنَ النَّاسِ مَنْ يَعْبُدُ اللَّهَ عَلَى حَرْفٍ﴾ [الحج:11] فسره أبو عبيد أي لا يدوم. وقال ثعلب: أي على شك، وكلاهما قريب؛ لأن المراد أنه غير ثابت على دينه، ولا تستقيم البصيرة فيه.
وقيل: في القرآن ثلاث آيات، في كل منها مائة قول، قوله: ﴿فَاذْكُرُونِي أَذْكُرْكُمْ﴾ [البقرة:152]، ﴿وَإِنْ عُدْتُمْ عُدْنَا﴾ [الإسراء:8] و﴿هَلْ جَزَاءُ الْإِحْسَانِ إِلَّا الْإِحْسَانُ ۝٦٠﴾ [الرحمن:60].
فهذا وأمثاله ليس محظورا على العلماء استخراجه، بل معرفته واجبة، ولهذا قال - تعالى -: ﴿وَابْتِغَاءَ تَأْوِيلِهِ﴾ [آل عمران:7].
ولولا أن له تأويلا سائغا في اللغة لم يبينه - سبحانه، والوقف على قوله - سبحانه -: ﴿وَالرَّاسِخُونَ﴾ [آل عمران:7] قال القاضي أبو المعالي: إنه قول الجمهور، وهو مذهب ابن مسعود وأبي بن كعب، وابن عباس، وما نقله بعض الناس عنهم بخلاف ذلك فغلط.
فأما التأويل المخالف للآية والشرع، فمحظور لأنه تأويل الجاهلين، مثل تأويل الروافض لقوله - تعالى -: ﴿مَرَجَ الْبَحْرَيْنِ يَلْتَقِيَانِ ۝١٩﴾ [الرحمن:19] أنهما علي وفاطمة رضي الله عنهما ﴿يَخْرُجُ مِنْهُمَا اللُّؤْلُؤُ وَالْمَرْجَانُ ۝٢٢﴾ [الرحمن:22] يعني الحسن والحسين رضي الله عنهما. كذلك قالوا في قوله - تعالى -: ﴿وَإِذَا تَوَلَّى سَعَى فِي الْأَرْضِ لِيُفْسِدَ فِيهَا وَيُهْلِكَ الْحَرْثَ وَالنَّسْلَ﴾ [البقرة:205] إنه معاوية، وغير ذلك.
ولا يجوز لأحد أن يفسّر القرآن حتي يتقن العلوم الواجب توفرها لدى المفسر، وقد حصرها العلماء في خمسة عشر فناً وهي اللغة، والنحو، التصريف، والاشتقاق، وعلم المعاني، وعلم البيان، وعلم البديع، وعلم القراءات، وعلم أصول الدين، وعلم أصول الفقه، وأسباب النزول، والناسخ والمنسوخ، وعلم الفقه، وعلم الحديث، وعلم الموهبة، وهو علم يورثه الله تعالى لمن عمل بما عَلِمَ. فَمَن فَسّر بدون هذه العلوم كان مفسراً بالرأي المنهي عنه.
| التفسير بالرأي | ولا يجوز تفسير القرآن بمجرد الرأي والاجتهاد من غير أصل لقوله - تعالى -: ﴿وَلَا تَقْفُ مَا لَيْسَ لَكَ بِهِ عِلْمٌ﴾ [الإسراء:36] وقوله: ﴿وَأَنْ تَقُولُوا عَلَى اللَّهِ مَا لَا تَعْلَمُونَ ۝١٦٩﴾ [البقرة:169] وقوله: ﴿لِتُبَيِّنَ لِلنَّاسِ مَا نُزِّلَ إِلَيْهِمْ﴾ [النحل:44] فأضاف البيان إليهم. وعليه حملوا قوله - صلى الله عليه وسلم -: «من قال في القرآن بغير علم، فليتبوأ مقعده من النار»، رواه البيهقي من طرق، من حديث ابن عباس. وقوله - صلى الله عليه وسلم -: «من تكلم في القرآن برأيه فأصاب فقد أخطأ» أخرجه أبو داود والترمذي والنسائي، وقال: غريب، من حديث ابن جندب. وقال البيهقي في شعب الإيمان: هذا إن صح، فإنما أراد - والله أعلم - الرأي الذي يغلب من غير دليل قام عليه، فمثل هذا الذي لا يجوز الحكم به في النوازل، وكذلك لا يجوز تفسير القرآن به. وأما الرأي الذي يسنده برهان فالحكم به في النوازل جائز، وهذا معنى قول الصديق: أي سماء تظلني، وأي أرض تقلني إذا قلت في كتاب الله برأيي. وقال في "المدخل": في هذا الحديث نظر، وإن صح فإنما أراد - والله أعلم -: فقد أخطأ الطريق، فسبيله أن يرجع في تفسير ألفاظه إلى أهل اللغة، وفي معرفة ناسخه ومنسوخه، وسبب نزوله، وما يحتاج فيه إلى بيانه إلى أخبار الصحابة؛ الذين شاهدوا تنزيله، وأدوا إلينا من سنن رسول الله - صلى الله عليه وسلم - ما يكون تبيانا لكتاب الله قال الله - تعالى -: ﴿وَأَنْزَلْنَا إِلَيْكَ الذِّكْرَ لِتُبَيِّنَ لِلنَّاسِ مَا نُزِّلَ إِلَيْهِمْ وَلَعَلَّهُمْ يَتَفَكَّرُونَ ۝٤٤﴾ [النحل:44]. فما ورد بيانه عن صاحب الشرع، ففيه كفاية عن ذكره من بعده، وما لم يرد عنه بيان ففيه حينئذ فكرة أهل العلم بعده، ليستدلوا بما ورد بيانه على ما لم يرد. قال: وقد يكون المراد به من قال فيه برأيه من غير معرفة منه بأصول العلم وفروعه، فتكون موافقته للصواب - وإن وافقه من حيث لا يعرفه - غير محمودة. وقال الإمام أبو الحسن الماوردي في "نكته": قد حمل بعض المتورعة هذا الحديث على ظاهره، وامتنع من أن يستنبط معاني القرآن باجتهاده. ولو صحبتها الشواهد، ولم يعارض شواهدها نص صريح، وهذا عدول عما تعبدنا بمعرفته من النظر في القرآن واستنباط الأحكام منه، كما قال - تعالى -: ﴿لَعَلِمَهُ الَّذِينَ يَسْتَنْبِطُونَهُ مِنْهُمْ﴾ [النساء:83]. ولو صح ما ذهب إليه لم يعلم شيء إلا بالاستنباط، ولما فهم الأكثر من كتاب الله شيئا - وإن صح الحديث - فتأويله أن من تكلم في القرآن بمجرد رأيه ولم يعرج على سوى لفظه وأصاب الحق فقد أخطأ الطريق، وإصابته اتفاق، إذ الغرض أنه مجرد رأي لا شاهد له، وفي الحديث أن النبي - صلى الله عليه وسلم -، قال: «القرآن ذلول ذو وجوه محتملة، فاحملوه على أحسن وجوهه». وقوله: ذلول يحتمل وجهين: أحدهما أنه مطيع لحامليه، ينطق بألسنتهم. الثاني: أنه موضح لمعانيه حتى لا تقصر عنه أفهام المجتهدين. وقوله: "ذو وجوه" يحتمل معنيين: أحدهما أن من ألفاظه ما يحتمل وجوها من التأويل، والثاني: أنه قد جمع وجوها من الأوامر والنواهي، والترغيب والترهيب، والتحليل والتحريم. وقوله: " فاحملوه على أحسن وجوهه" يحتمل أيضا وجهين: أحدهما: الحمل على أحسن معانيه. والثاني: أحسن ما فيه من العزائم دون الرخص، والعفو دون الانتقام، وفيه دلالة ظاهرة على جواز الاستنباط والاجتهاد في كتاب الله. وقال أبو الليث: النهي إنما انصرف إلى المتشابه منه؛ لا إلى جميعه؛ كما قال - تعالى -: ﴿فَأَمَّا الَّذِينَ فِي قُلُوبِهِمْ زَيْغٌ فَيَتَّبِعُونَ مَا تَشَابَهَ مِنْهُ﴾ [آل عمران:7] لأن القرآن إنما نزل حجة على الخلق، فلو لم يجز التفسير لم تكن الحجة بالغة؛ فإذا كان كذلك جاز لمن عرف لغات العرب وشأن النزول أن يفسره، وأما من كان من المكلفين ولم يعرف وجوه اللغة، فلا يجوز أن يفسره إلا بمقدار ما سمع، فيكون ذلك على وجه الحكاية لا على سبيل التفسير، فلا بأس به ولو أنه يعلم التفسير، فأراد أن يستخرج من الآية حكمة أو دليلا لحكم فلا بأس به. ولو قال: المراد من الآية كذا من غير أن يسمع منه شيئا فلا يحل، وهو الذي نهى عنه. انتهى. وقال الراغب في مقدمة "تفسيره": اختلف الناس في تفسير القرآن: هل يجوز لكل ذي علم الخوض فيه؟ فمنهم من بالغ ومنع الكلام - ولو تفنن الناظر في العلوم، واتسع باعه في المعارف - إلا بتوقيف عن النبي - صلى الله عليه وسلم -، أو عمن شاهد التنزيل من الصحابة، أو من أخذ منهم من التابعين، واحتجوا بقوله - صلى الله عليه وسلم -: «من فسر القرآن برأيه فقد أخطأ». وفي رواية: «من قال في القرآن برأيه فقد كفر». وقيل: إن كان ذا معرفة وأدب فواسع له تفسيره؛ والعقلاء والأدباء فوضى في معرفة الأغراض، واحتجوا بقوله - تعالى -: ﴿لِيَدَّبَّرُوا آيَاتِهِ وَلِيَتَذَكَّرَ أُولُو الْأَلْبَابِ ۝٢٩﴾ [ص:29]. | التفسير بالرأي |

## كتب التفسيربالرأي

تفسير الجلالين بالرسم العثماني للإمامين: العلامة جلال الدين المحلي الشافعي المتوفى سنة (864 هـ)، والعلامة جلال الدين السيوطي الشافعي المتوفى سنة (911 هـ)، ويعتبر هذا التفسير من أمهات كتب التفسير بالرأي عند أهل السنة والجماعة.

تفسير النسفي (مدارك التنزيل وحقائق التأويل) للإمام أبي البركات حافظ الدين عبد الله بن أحمد بن محمود النسفي الحنفي الماتريدي المتوفي عام (710 هـ) جاء هذا التفسير وسطا بين الطويل الممل والقصير المخل، جامعا لوجوه الإعراب والقراءات، متضمنا لدقائق علم البديع والإشارات، ذكر فيه مصنفه مذهب أهل السنة والجماعة، وأخلاه من أباطيل أهل البدع والضلالة.

تفسير اللباب في علوم الكتاب للإمام ابن عادل الدمشقي الحنبلي الأشعري من أعيان القرن الثامن الهجري.

تفسير التحرير والتنوير المعروف بتفسير ابن عاشور، اسمه الكامل: «تحرير المعنى السديد، وتنوير العقل الجديد، من تفسير الكتاب المجيد» ثم سمي اختصاراً باسم «التحرير والتنوير». للعلامة شيخ الإسلام محمد الطاهر بن عاشور المالكي، شيخ جامع الزيتونة بتونس، المتوفى سنة (1393 هـ).

### كتب التفسير بالرأي المحمود
من أهم وأشهر كتب التفسير بالرأي المحمود أو المقبول، والتي نجد فيها اجتهادات للمفسرين مرضية لدى أهل العلم:
- جامع البيان في تأويل آي القرآن — أبو جعفر الطبري (ت 310 هـ). جمع بين التفسير بالمأثور والتفسير بالرأي.[13] والطبري لا يقف عند حدود النقل، فكثيراً ما يرجح بين الروايات، أو ينقدها، ويختار من ذلك ما يراه أقوى حجة وأوضح دليلاً، ويقول: (والصواب عندنا في ذلك). وهو يذكر وجوه القراءات ويوجهها، ويذكر وجوه الإعراب ويبين آراء النحويين فيها، ويشير إلى الأحكام الفقهية عند تفسيره آيات الأحكام فيبين مذاهب الفقهاء فيها.[14]
- تأويلات أهل السنة — أبو منصور الماتريدي (ت 333 هـ). تفسير موجز وضعه مؤلفه وفق عقائد أهل السنة والجماعة، يعتمد على العقل والنقل معاً في تفسير القرآن، ولعله أول من سار هذا المسار من علماء أهل السنة، فهو يرد على كل من لا يتفق مع أهل السنة من المعتزلة والمجسمة والحشوية وغيرهم، ويقرر عقيدة أهل السنة في أثناء تفسيره بالأدلة العقلية والنقلية.[15]
- * تفسير ابن فورك — أبو بكر بن فورك (ت 406 هـ).
- النكت والعيون — الماوردي (ت 450 هـ). تفسير الماوردي تفسير جامع بين لونين من تفسير القرآن ألا وهما التفسير بالرواية والدراية وإلى اللون الأول منهما يميل أكثر، فهو تفسير يغلب عليه لون التفسير بالمأثور إلى حد ما. فهو يفسر القرآن بالقرآن، ثم بالسنة، ثم بأقوال الصحابة والتابعين، ويعنى عناية بالغة بأسباب النزول. وبالنسبة للتفسير بالرأي فيظهر في اهتمامه بالناحية اللغوية واحتواء تفسيره على لون من التفسير الإشاري، ثم طريقته في عرض الاحتمالات في معنى وتفسير الآية، وعنايته كذلك بتفسير آيات الأحكام حيث أن الإمام الماوردي إمام وفقيه ومفسر، وشهرته كفقيه أكبر من شهرته كمفسر وطريقته في عرض تفسير الآيات طريقة سهلة مبسطة ذات أسلوب لا لبس فيه ولا غموض.[16]
- المحرر الوجيز في تفسير الكتاب العزيز — ابن عطية الأندلسي (ت 546 هـ). يُعد تفسير ابن عطية من أشهر كتب التفسير بالمأثور والمعقول معاً. وليس خالصاً للتفسير بالمأثور، بل جمع فيه بين التفسير بالمأثور والتفسير بالرأي.[17][18]
- التفسير الكبير أو مفاتيح الغيب — فخر الدين الرازي (ت 606 هـ). وهو أكبر تفسير بالرأي والمعقول، ويذكر فيه الإمام الرازي مناسبة السورة مع غيرها، ويذكر المناسبات بين الآيات، ويستطرد في العلوم الكونية، ويتوسع بها، كما يذكر المسائل الأصولية والنحوية والبلاغية، والاستنباطات العقلية. ويبين في تفسيره معاني القرآن الكريم، وإشاراته، وفيه أبحاث مطولة في شتى العلوم الإسلامية، كعلم الكلام، وأقوال الحكماء، ويذكر فيه مذاهب الفقهاء وأدلتهم في آيات الأحكام، وينتصر لمذهب أهل السنة في العقيدة، ويرد على المعتزلة، وأقوال الفرق الأخرى، ويفند مذاهبهم، كما يرد على الفلاسفة. ويعتبر هذا الكتاب من أجل كتب التفسير وأعظمها، وأوسعها، وأغزرها مادة.[19]
- الجامع لأحكام القرآن — القرطبي (ت 671 هـ). وهو تفسير فقهي يهتم بالفقه، وفيه ذكر القراءات واللغة والنحو.[20]
- أنوار التنزيل وأسرار التأويل — ناصر الدين البيضاوي (ت 685 هـ).
- مدارك التنزيل وحقائق التأويل — حافظ الدين النسفي (ت 710 هـ). وهو يذكر القراءات واللغة وترجيح مذهب أهل السنة.[20]
- لباب التأويل في معاني التنزيل — علاء الدين الخازن (ت 725 هـ). يهتم بالقصص ويبين بطلان ما فيها.[20]
- غرائب القرآن ورغائب الفرقان — نظام الدين النيسابوري (ت 728 هـ). وهو مختصر لتفسير الفخر الرازي مع تهذيب كبير.[20]
- التسهيل لعلوم التنزيل — ابن جزي الغرناطي (ت 741 هـ). جمع فيه بين التفسير بالمأثور والتفسير بالاجتهاد الخاص حسبما تقتضيه قواعد اللغة والنحو وسائر أدوات العلوم الإسلامية وإن كان يغلب على تفسيره جانب الرواية والأثر على الاجتهاد الشخصي. وابن جزي من المفسرين الذين يجيزون التفسير بالرأي المحمود لمن تتوفر لديه أدوات ذلك، وشريطة أن يكون قد اطلع على أقوال أهل العلم ووقف على تفسيراتهم.[21]
- البحر المحيط — أبو حيان الأندلسي (ت 754 هـ).
- الدر المصون في علوم الكتاب المكنون — السمين الحلبي (ت 756 هـ).
- تفسير الجلالين — جلال الدين المحلي (ت 864 هـ) وجلال الدين السيوطي (ت 911 هـ). وهو تفسير مختصر دقيق جداً. ابتدأ تفسيره الإمام جلال الدين المحلي من أول سورة الكهف إلى آخر سورة الناس، ثم ابتدأ بتفسير الفاتحة، وبعد أن أتمها توفى فلم يفسر ما بعدها. فجاء الإمام جلال الدين السيوطي فكمل تفسيره، فأبتدأ بتفسير سورة البقرة وانتهى عند آخر سورة الإسراء، ووضع تفسير الفاتحة في آخر تفسير الجلال المحلي لتكون ملحقة به.[22]
- الجواهر الحسان في تفسير القرآن — عبد الرحمن الثعالبي (ت 875 هـ).
- اللباب في علوم الكتاب — ابن عادل الحنبلي (ت 880 هـ).
- نظم الدرر في تناسب الآيات والسور — برهان الدين البقاعي (ت 885 هـ). جمع الإمام البقاعي بين التفسير بالمأثور والتفسير بالمعقول.[23]
- إرشاد العقل السليم إلى مزايا الكتاب الكريم — أبو السعود أفندي (ت 951 هـ). يهتم بالبلاغة.[20]
- السراج المنير في الإعانة على معرفة بعض معاني كلام ربنا الحكيم الخبير — الخطيب الشربيني (ت 977 هـ). يهتم بتقرير الأدلة وتوجيهها، والكلام على المناسبات بين السور، والقصص والروايات.[20]
- روح المعاني في تفسير القرآن العظيم والسبع المثاني — الألوسي (ت 1270 هـ).
- تفسير المنار — محمد رشيد رضا (ت 1354 هـ).
- تفسير المراغي — أحمد مصطفى المراغي (ت 1371 هـ). يعدّ تفسير المراغي من التفاسير التي جمعت بين المأثور والرأي، فالناظر في هذا التفسير لن يبذل جهداً في الوقوف على هذه الحقيقة، لقد حاول الشيخ المراغي أن يحشد أكبر عدد ممكن من النصوص في تفسير ما هو بصدده من الآيات... فسر القرآن بالقرآن كثيراً، وبالسنة أقل من ذلك بقليل، أما أقوال الصحابة والتابعين فقد ظهر منها بشكل جلي اعتماده على تفسير حبر الأمة ابن عباس رضي الله عنهما، وقد توسع في الاستشهاد بالآيات القرآنية حتى إنه ليحشد العدد الموفور منها في سبيل الوصول إلى قضية يريد تقريرها ما كان يستطيع الاستدلال لها من نفس الآية التي هو بصدد تفسيرها. من ذلك ما تجده عند تفسير قوله تعالى: ﴿إِنَّ رَبَّكُمُ اللَّهُ الَّذِي خَلَقَ السَّمَاوَاتِ وَالْأَرْضَ فِي سِتَّةِ أَيَّامٍ﴾ [الأعراف:54]، فقد استشهد بآيات عدة استخلص منها تسع نقاط علميّة، وهو ما يقودنا للحديث عن التفسير بالرأي عند الشيخ، فقد جاء حرصه عليه واجتهاده فيه لدرجة لا تقل عن اهتمامه بالتفسير المأثور، بل إن النظرة إلى هذا التفسير بما احتواه من معالجة للقضايا العلمية والاجتماعية الكثيرة تلفت الباحث إلى دراسته واحداً من التفاسير المعاصرة التي كان لها باعها في الرأي، بغض النظر عن كونه مجدداً أو متأثراً بمدرسة فكرية معينة. وقد اهتم الشيخ المراغي في تفسيره بمواكبة النهضة العلمية، فقد راعى انبهار الناس في مصر بها وتأثرهم بأهلها، فأخذ على عاتقه أن يظهر للناس عدم معارضة القرآن للعلم الحديث أو تعارضه معه، وقد ذهب إلى أبعد من ذلك حين حاول إظهار كثير من آيات القرآن وهي تجلي حقائق علمية ثابتة، أو تشير إلى نظريات العلم المطروحة للبحث، وإنك لتجد حرصه على هذا المنهج في مقدمة تفسيره إذ يقول: «...ومن ثمّ رأينا ألا نذكر رواية مأثورة إلا إذا تلقاها العلم بالقبول، ولم نر فيها ما يتنافر مع قضايا الدين التي لا خلاف فيها بين أهله، وقد وجدنا أن ذلك أسلم لصادق المعرفة، وأشرف لتفسير كتاب الله، وأجذب لقلوب المثقفين ثقافة علمية، لا يقنعها إلا الدليل والبرهان ونور المعرفة الصادقة.»[24][25]
- تفسير محمود شلتوت — محمود شلتوت (ت 1383 هـ). ويمتاز هذا التفسير بوضوح الفكرة وسهولة الأسلوب وجمال التنظيم.[26]
- التحرير والتنوير — محمد الطاهر بن عاشور (ت 1393 هـ). وهو تفسير قيم، أمضى في تفسيره قرابة الأربعين عاماً، وقد اشتمل على كثير من الفوائد واللطائف والتحريرات، مع الحرص على تلمس الحِكم من الأحكام والتشريعات، والإكثار من النقول عن الأئمة والعلماء في شتى العلوم سواء كانت شرعية أو لغوية أو بلاغية أو غيرها من فروع العلم.[27] وقد بين منهجه فيه في مقدمته فقال: «...وقد اهتممت في تفسيري هذا ببيان وجوه الإعجاز، ونكت البلاغة العربية وأساليب الاستعمال، واهتممت أيضا ببيان تناسب اتصال الآي بعضها ببعض، وهو منزع جليل قد عني به فخر الدين الرازي، وألف فيه برهان الدين البقاعي كتابه المسمى نظم الدرر في تناسب الآي والسور إلا أنهما لم يأتيا في كثير من الآي بما فيه مقنع، فلم تزل أنظار المتأملين لفصل القول تتطلع، أما البحث عن تناسب مواقع السور بعضها إثر بعض، فلا أراه حقا على المفسر. ولم أغادر سورة إلا بينت ما أحيط به من أغراضها لئلا يكون الناظر في تفسير القرآن مقصورا على بيان مفرداته ومعاني جمله كأنها فقر متفرقة تصرفه عن روعة انسجامه وتحجب عنه روائع جماله. واهتممت بتبيين معاني المفردات في اللغة العربية بضبط وتحقيق مما خلت عن ضبط كثير منه قواميس اللغة. وعسى أن يجد فيه المطالع تحقيق مراده، ويتناول منه فوائد ونكتا على قدر استعداده، فإني بذلت الجهد في الكشف عن نكت من معاني القرآن وإعجازه خلت عنها التفاسير، ومن أساليب الاستعمال الفصيح ما تصبو إليه همم النحارير، بحيث ساوى هذا التفسير على اختصاره مطولات القماطير، ففيه أحسن ما في التفاسير، وفيه أحسن مما في التفاسير. وسميته: تحرير المعنى السديد وتنوير العقل الجديد من تفسير الكتاب المجيد، واختصرت هذا الاسم باسم "التحرير والتنوير من التفسير" وها أنا أبتدئ بتقديم مقدمات تكون عونا للباحث في التفسير، وتغنيه عن معاد كثير.»[28]
- زهرة التفاسير — محمد أبو زهرة (ت 1394 هـ).
- خواطر الشعراوي — محمد متولي الشعراوي (ت 1418 هـ).

وغير ذلك من كتب التفسير بالرأي التي لا تكاد تحصر.

### كتب التفسير بالرأي المذموم
ومن الكتب التي أدرجها العلماء في باب التفسير بالرأي المذموم لاحتوائه على مخالفات لمذهب أهل السنة، كتب التفسير المعتمدة لدى المعتزلة، ومنها تفسير أبي بكر الأصم، وتفسير أبي علي الجبائي، وتفسير القاضي عبد الجبار المعتزلي، وتفسير الكشاف للزمخشري، وهو مع احتوائه على آراء مخالفة لأهل السنة فإنه لقي اهتماماً من علماء السنة أنفسهم فعلقوا عليه وكتبوا الهوامش التي تنقد ما خالفهم فيه. ومن أشهر من تعقبوا اعتزاليات الزمخشري الإمام ناصر الدين أحمد بن المنير الإسكندري المالكي (ت 683 هـ). ومنها بعض كتب التفسير الصوفي كالتفسير المنسوب لمحيي الدين بن عربي، وتفاسير الفلاسفة ومنها تفسيرات إخوان الصفا، وابن سينا.